# Equitazione ai XVI Giochi del Mediterraneo
Le competizioni di equitazione ai XVI Giochi del Mediterraneo si sono svolte presso il centro ippico Teaterno di Chieti. Dotato di una capacità di circa 1000 spettatori si trova a circa 3 km dal Villaggio Mediterraneo e 25 km dal centro di Pescara.
Per questo sport sono state organizzate le seguenti prove:
- Individuale salto ad ostacoli
- A squadre salto ad ostacoli

per un totale di due medaglie d'oro messe in palio.
Ogni Paese può iscrivere al massimo 5 cavalieri e 5 cavalli.

## Calendario
Le gare seguiranno il seguente calendario:
| ● | Competizioni | ● | Finali |

| Giugno/Luglio |    |    |    |    |    |    |    |    |    |
| 26            | 27 | 28 | 29 | 30 | 01 | 02 | 03 | 04 | 05 |
|               |    |    |    |    | ●  |    | ●  |    |    |

## Risultati
| Evento         | Oro                                                                    | Argento                                                             | Bronzo                                                                       |
| Salto ostacoli |                                                                        |                                                                     |                                                                              |
| Individuale    | Simon Delestre                                                         | Alexandra Francart                                                  | Julien Gonin                                                                 |
| A squadre      | Francia Alexandra Francart Simon Delestre Olivier Guillon Julien Gonin | Spagna Luis Escobar Ricardo Jurado Rutherford Latham Sergio Álvarez | Grecia Evangelia Dendrinou Alexandros Fourlis Antonis Petris Gyorgy Kormendy |

## Medagliere
| Posizione | Paese   |   |   |   | Totale |
| --------- | ------- | - | - | - | ------ |
| 1         | Francia | 2 | 1 | 1 | 4      |
| 2         | Spagna  | 0 | 1 | 0 | 1      |
| 3         | Grecia  | 0 | 0 | 1 | 1      |
| Totale    | Totale  | 2 | 2 | 2 | 6      |